# Lola Ramos de la Vega
Lola Ramos de la Vega (Málaga, siglo XIX-siglo XX) fue una soprano, actriz y dramaturga española.

## Biografía
Inició su carrera interpretativa con tan solo cinco años de edad en la Compañía Infantil de Juan Bosch, cultivadora del teatro lírico, debutando en el Teatro Principal de Barcelona. Permaneció en la misma hasta los doce años, cuando pasó a la Compañía de Pedro Delgado, en este caso dedicada al teatro declamado. A los dieciséis años regresará al ámbito del teatro musical -que ya nunca abandonará- actuando en compañías asentadas primero en Andalucía, después en Madrid y más tarde en Barcelona y realizando giras por toda la geografía española.
En su debut madrileño interpretará al torerillo protagonista de la zarzuela Caramelo (de Javier de Burgos y Larragoiti con música de Federico Chueca y Joaquín Valverde) en el Teatro Eslava. Cuando varias temporadas después estrene en el Teatro Eldorado de Barcelona su primer texto dramático, ¡La estocá de la tarde! (1905, con música de Julián Vivas), ella misma encarnará de nuevo a un protagonista travestido de profesión torera. Otras obras líricas con libreto suyo son ¡Del valle... al monte! (1906, con música de Rafael Calleja), ¡Un cordobés! (1907, con música de Enrique Busto) o El niño de Brenes (1908, con música de Pedro Córdoba). También escribió textos dramáticos sin música como La buñolá (1905), en cuyo estrenó participó, o Málaga tiene la fama... (1929, realizado en colaboración con Manrique Gil).
La labor literaria de Lola Ramos de la Vega se complementa con colaboraciones con diversos periódicos. En relación con la música, además de cantante también fue pianista, guitarrista y citarista. 
Según Amparo Quiles Faz la ausencia de noticias sobre su figura tras la Guerra Civil podría deberse a que escribiera obras de carácter progresista (como Morir por un ideal o el triunfo de la República y U.H.P.).